# Ceratispa biroi
Ceratispa biroi es un coleóptero de la familia Chrysomelidae.
Fue descrita científicamente en 1897 por Gestro.